# Biosfeerreservaat Tsentralno-Tsjernozjomny
Biosfeerreservaat Tsentralno-Tsjernozjomny, officieel Professor V.V. Aljochin Staatsbiosfeerreservaat Tsentralno-Tsjernozjomny (Russisch: Центрально-Чернозёмный государственный природный биосферный заповедник имени В.В. Алёхина), is een strikt natuurreservaat gelegen in het westen van Europees Rusland en ligt in de oblast Koersk. De oprichting tot zapovednik vond plaats op 10 februari 1935 per decreet van de Raad van Volkscommissarissen van de Russische SFSR. Bovendien werd het gebied in 1979 aan de lijst van biosfeerreservaten toegevoegd onder het Mens- en Biosfeerprogramma (MAB) van UNESCO. Het gebied bestaat uit zes verschillende clusters, met een gezamenlijke oppervlakte van 52,87 km². Ook werd er een bufferzone van 329,73 km² ingesteld.

## Historie en naamgeving
Het reservaat is vernoemd ter ere van professor Vasili Vasiljevitsj Aljochin (1882-1946) van de Staatsuniversiteit van Moskou. Aljochin schreef al in 1908 over de ongerepte steppe in de omgeving van Koersk. Na verschillende bezoeken aan de regio, publiceerde hij in 1925 een artikel in de pers. Dit zorgde ervoor dat er voor het eerst nagedacht werd over het beschermen van het gebied. In de daaropvolgende jaren werd het gebied meer en meer bestudeerd ter voorbereiding van het creëren van een natuurreservaat. Ten slotte vond de officiële oprichting tot zapovednik plaats op 10 februari 1935. De naam van het reservaat refereert aan het bodemtype zwarte aarde of tsjernozjom en zijn ligging in de economische regio Centraal-Tsjernozjom.

## Deelgebieden
Biosfeerreservaat Tsentralno-Tsjernozjomny bestaat uit de volgende zes clusters:
- Streletski (Стрелецкий) - Met een oppervlakte van 20,46 km² is dit het grootste deelgebied van Biosfeerreservaat Tsentralno-Tsjernozjomny. Het gebied ligt ca. 10 kilometer ten zuiden van de regionale hoofdstad Koersk. In dit gebied zijn maar liefst 860 verschillende soorten vaatplanten vastgesteld, waarvan er zeven op de rode lijst van bedreigde soorten van Rusland staan. Op 1 m² kunnen 87 verschillende soorten worden aangetroffen. Zulke hoge dichtheden zijn zeldzaam in de centrale regio's van Rusland. De combinatie van open steppe en bossen zorgen ook voor een hoge diversiteit aan vogels, met 189 vastgestelde soorten. Ook zijn er meer dan 4.000 soorten insecten (waaronder 850 vlinders), 200 spinnen, 40 zoogdieren, zeven amfibieën en vijf reptielen vastgesteld.[3]
- Kazatski (Казацкий) - Met een oppervlakte van 16,38 km² is dit het op een na grootste cluster van Biosfeerreservaat Tsentralno-Tsjernozjomny. Het gebied dat voor 67% uit steppen bestaat bevat 739 vastgestelde vaatplantsoorten. Ook hier staan er zeven op de Russische rode lijst van bedreigde soorten, waaronder Iris aphylla, Stipa zalesskii en Stipa pulcherrima.[4]
- Boekrejevy Barmy (Букреевы Бармы) - Dit deelgebied ligt op een afstand van ca. 100 kilometer ten zuidoosten van Koersk en heeft een oppervlakte van 2,59 km². Er zijn in dit deelgebied 524 vaatplantsoorten vastgesteld, waarvan er acht op de Russische rode lijst van bedreigde soorten staan. Ook leeft hier de steppebunzing (Mustela eversmanni).[5]
- Barkalovka (Баркаловка) - Dit deelgebied ligt ongeveer 120 kilometer ten zuidoosten van de stad Koersk en heeft een oppervlakte van 3,65 km². In het gebied zijn 652 vaatplantsoorten vastgesteld en er broeden zeldzame vogels als dwergarend (Hieraaetus pennatus) en izabeltapuit (Oenanthe isabellina).[6]
- Zorinski (Зоринский) - Dit deelgebied met een oppervlakte van 4,951 km² is gelegen in de vallei van de rivier Pselets. Het gebied bestaat uit veel open plekken met hoogvenen, die er voorkomen in combinatie met steppen en loofbossen. De verscheidenheid aan biotopen zorgen voor een hoge diversiteit aan vaatplanten, met 794 vastgestelde soorten. In het gebied broeden vogels als citroenkwikstaart (Motacilla citreola), kwartelkoning (Crex crex) en zomertaling (Anas querquedula). Ook voelt de steppebunzing zich hier thuis.[7]
- Pojma Psla (Пойма Псла) - Dit deelgebied ligt in het dal van de rivier Psel en heeft een oppervlakte van 4,813 km². Er zijn ongeveer 600 vaatplantsoorten in het gebied waargenomen. Een opvallende soort hierbinnen is de vleeskleurige orchis (Dactylorhiza incarnata). Hier nestelen 127 vogelsoorten, waaronder de citroenkwikstaart, zomertaling en hop (Upupa epops).[8]